# Carlos Aurelio López
Carlos Aurelio López Rubio (sinh ngày 21 tháng 3 năm 1991 ở León, Guanajuato) là một cầu thủ bóng đá người México hiện tại thi đấu cho Cafetaleros de Tapachula.

## Danh hiệu
Cafetaleros de Tapachula
- Ascenso MX: Clausura 2018